# Laguna de los Patos
A  Laguna de Los Patos  é um lago localizado na Guatemala. Localiza-se no departamento de Escuintla, Município de San José.